# Крістіан Бранді
Крістіан Бранді (італ. Cristian Brandi; нар. 10 червня 1970) — колишній італійський тенісист.
Найвищу одиночну позицію світового рейтингу — 544 місце досяг 30 січня 1989, парну — 50 місце — 3 квітня 2000 року.
Здобув 2 парні титули.
Найвищим досягненням на турнірах Великого шолома було 3 коло в парному розряді.
Завершив кар'єру 2010 року.

## Фінали

### Парний розряд (2–9)
| Результат | W-L | Дата | Турнір                                          | Покриття | Партнер               | Суперники                       | Рахунок       |
| --------- | --- | ---- | ----------------------------------------------- | -------- | --------------------- | ------------------------------- | ------------- |
| Поразка   | 1.  | 1992 | Сан-Марино                                      | Ґрунт    | Федеріко Мордеган     | Ніклас Культі Мікаель Тільстрем | 2–6, 2–6      |
| Поразка   | 2.  | 1994 | Касабланка, Марокко                             | Ґрунт    | Федеріко Мордеган     | Девід Адамс Менно Остінг        | 3–6, 4–6      |
| Перемога  | 1.  | 1994 | Estoril Open, Португалія                        | Ґрунт    | Федеріко Мордеган     | Ріхард Крайчек Менно Остінг     | W/O           |
| Поразка   | 3.  | 1994 | Афіни, Греція                                   | Ґрунт    | Федеріко Мордеган     | Луїс Лобо Хав'єр Санчес         | 7–5, 1–6, 4–6 |
| Поразка   | 4.  | 1996 | Палермо, Італія                                 | Ґрунт    | Еміліо Санчес Вікаріо | Ендрю Кратцманн Маркос Ондруска | 6–7, 4–6      |
| Перемога  | 2.  | 1997 | Сан-Марино                                      | Ґрунт    | Філіппо Мессорі       | Брендон Коуп Давід Родіті       | 7–5, 6–4      |
| Поразка   | 5.  | 1998 | Касабланка, Марокко                             | Ґрунт    | Філіппо Мессорі       | Андреа Гауденці Дієго Наргісо   | 4–6, 6–7      |
| Поразка   | 6.  | 1999 | Барселона, Іспанія                              | Ґрунт    | Массімо Бертоліні     | Паул Гаргейс Євген Кафельников  | 5–7, 3–6      |
| Поразка   | 7.  | 1999 | Мюнхен, Німеччина                               | Ґрунт    | Массімо Бертоліні     | Даніель Оршанік Маріано Пуерта  | 6–7, 6–3, 6–7 |
| Поразка   | 8.  | 1999 | Відкритий чемпіонат Хорватії з тенісу, Хорватія | Ґрунт    | Массімо Бертоліні     | Маріано Пуерта Хав'єр Санчес    | 6–3, 2–6, 3–6 |
| Поразка   | 9.  | 2002 | Гштад, Швейцарія                                | Ґрунт    | Массімо Бертоліні     | Джошуа Ігл Давід Рікл           | 6–7, 4–6      |